# 桐野夏生
桐野 夏生（きりの なつお、1951年10月7日 -）は、日本の小説家。石川県金沢市生まれ。
別ペンネーム野原 野枝実（のばら のえみ）や桐野 夏子でロマンス小説、ジュニア小説のほか、森園みるくのレディースコミック原作も手がけていた。
妊娠中に友人に誘われ、ロマンス小説を書いて応募し佳作当選。以後、小説を書くのが面白くなって書き続けたという。ミステリー小説第一作として応募した『顔に降りかかる雨』で第39回江戸川乱歩賞を受賞。ハードボイルドを得意とし、新宿歌舞伎町を舞台にした女性探偵、村野ミロのシリーズで独自の境地を開く。また、『OUT』では平凡なパート主婦の仲間が犯罪にのめりこんでいくプロセスを克明に描いて評判を呼び、日本での出版7年後に米国エドガー賞にノミネートされ、国際的にも評価が高い。代表作に『顔に降りかかる雨』（1993年）、『OUT』（1997年）、『柔らかな頬』（1999年）、『グロテスク』（2003年）、『東京島』（2008年）など。2015年に紫綬褒章を受章。2021年5月25日より日本ペンクラブ第18代会長に選出され、女性初の会長となった。

## プロフィール
1951年、金沢市に生まれる。建設会社でエンジニアをしていた父をもち、両親と兄、弟のリベラルな家庭に育つ。父の転勤が多く、3歳で金沢を離れ、仙台、札幌、さらに中学校2年生で東京都武蔵野市へと引っ越しを重ねた。武蔵野市立第四中学校、桐朋女子高等学校（東京都調布市）から、成蹊大学法学部へと進学。卒業後はオイルショックの時代で就職先があまりなく、映画館に勤め、のち広告代理店で医者向け雑誌の編集に従事。いずれも1、2年で退社して24歳で結婚。
仕事は結婚後も続けていたが、しばらく仕事をやめたこともあった。脚本家の向田邦子のファンだったこともあって、経済的自立を求め、シナリオ学校（日本脚本家連盟ライターズスクール）に通ったりアルバイトをしたりするようになる。子どもが生まれたため、家でできる仕事として、マニュアルの文章を書くフリーライターとして活動する。1984年、30歳代の始めに第2回サンリオロマンス賞に応募した『愛のゆくえ』が佳作入選し、小説家としてデビュー。ロマンス文学やジュニア小説、森園みるくのマンガの原作などを手がけるようになった。
1993年に、日本における女性ハードボイルドの先駆けになったとされる第39回江戸川乱歩賞受賞作『顔に降りかかる雨』で本格デビューを果たし、出版業界用語でいわれる「万年初版作家」の域を脱出。ミステリーの発注が続いて多忙になったため、10年間続いた森園みるくとのレディースコミックの共作は、途絶となってしまった。しばらくスランプ状態が続いたが、新宿歌舞伎町で活躍する女性探偵「村野ミロ」シリーズを掘り下げ、独自の境地を切り開いたり、女子プロレスを舞台にした『ファイヤーボール・ブルース』で読者層を広げていく。1998年の日本推理作家協会賞受賞作『OUT』が小説家としてブレイクスルーとなる作品となった。

### ペンネーム
ペンネーム「桐野夏生」は、司馬遼太郎の小説『翔ぶが如く』の実在人物桐野利秋、大庭みな子の『浦島草』の夏生という女性の名前から取った名前で1984年のロマンス小説デビュー作から使っているが、男性と混同する名前は困ると言われ「桐野夏子」というペンネームを使った時期があった。また、作家・銀色夏生がいるから夏生はやめて欲しいと言われて使ったペンネーム「野原野枝実」は、森茉莉の『甘い蜜の部屋』の登場人物の名前から拝借したものである。これらの別ペンネームに関して桐野自身は「屈辱の歴史」と述懐している。

### エピソード
- 若いころ広島カープのファンで、神宮球場で安仁屋宗八投手に「今日、先発（投手）ですか？」と声をかけたのが、一番消したい過去だという[5]。

### 影響を受けたモノ
文学
- 林芙美子自伝的小説『放浪記』を「たいせつな本」に挙げ[6]、「若い人にぜひ読んでもらいたい」と薦めている[6]。「近代の女性が孤独な思いで生きていく姿を林芙美子は最初に書きました。今も色褪せないし、私のテーマにも通じます」と同じ小説家としての敬意を込め[7]、2010年に林の評伝小説『ナニカアル』を上梓している[6][7][8]。

映画
- 暴力映画の名匠でスローモーション演出で知られる、サム・ペキンパー作品では『ガルシアの首』のファンであり、同作のファンである崔洋一と、ペキンパー没後20年の1994年に行われた同作の再上映記念のオールナイト上映で崔とトークショーを行った[9]。

## 受賞・候補歴
太字は受賞
- 1984年 - 『愛のゆくえ』で第2回サンリオロマンス賞佳作となりデビュー[10]。
- 1993年 - 『顔に降りかかる雨』で第39回江戸川乱歩賞を受賞[11]。
- 1998年 - 『OUT』で第51回日本推理作家協会賞を受賞[12]。
- 1999年 - 『柔らかな頬』で第121回直木三十五賞を受賞[13]。
- 2003年 - 『グロテスク』で第31回泉鏡花文学賞を受賞[14]。
- 2004年 - 『OUT』がエドガー賞最優秀作品賞にノミネート（最終候補）[15]。『残虐記』で第17回柴田錬三郎賞を受賞[16]。
- 2005年 - 『魂萌え!』で第5回婦人公論文芸賞を受賞[17]。
- 2006年 - 「植林」で第32回川端康成文学賞候補[18]。
- 2007年 - 「タマス君」で第33回川端康成文学賞候補[19]。
- 2008年 - 『東京島』で第44回谷崎潤一郎賞を受賞[20]。
- 2009年 - 『女神記』で第19回紫式部文学賞を受賞[21]、第8回センス・オブ・ジェンダー賞にノミネート（最終選考）[22]。
- 2010年 - 『ナニカアル』で第17回島清恋愛文学賞を受賞[23]。
- 2011年 - 『ナニカアル』で第62回読売文学賞を受賞[24]。
- 2015年 - 紫綬褒章を受章[2]。
- 2021年 - 第8回早稲田大学坪内逍遙大賞を受賞[25]。
- 2023年 - 『燕は戻ってこない』で第64回毎日芸術賞を受賞[26]、第57回吉川英治文学賞を受賞[27]。
- 2024年 - 第80回日本芸術院賞を受賞[28]。

## 著書

### ロマンス小説
- 愛のゆくえ（1984年12月 サンリオニューロマンス）
- 熱い水のような砂（1986年2月 サンリオニューロマンス）
- 真昼のレイン（1986年7月 サンリオニューロマンス）
- 夏への扉（1988年1月 双葉社） ※桐野夏子名義
- 夢の中のあなた（1989年3月 双葉社） ※桐野夏子名義

### ジュニア小説（野原野枝実名義）
- 恋したら危機！（1989年8月 MOE文庫）
- あいつがフィアンセだ！（1989年8月 MOE文庫）
- 小麦色のメモリー（1989年8月 MOE文庫）
- トパーズ色のband伝説（1989年10月 MOE文庫）
- 恋したら危機！ パート2（1989年12月 MOE文庫）
- 媚薬（1990年3月 MOE文庫）
- 恋したら危機！ パート3（1990年5月 MOE文庫）
- 急がないと夏が… プールサイドファンタジー（1990年7月 MOE文庫）
- セントメリークラブ物語1 セントメリーのお茶会にどうぞ（1990年10月 MOE文庫）
- セントメリークラブ物語2 銀の指輪は冷たく輝く（1991年1月 MOE文庫）
- ガベージハウス、ただいま5人（1991年3月 コバルト文庫）
- 涙のミルフィーユボーイ（1992年1月 コバルト文庫）
- ルームメイト薫くん 1-3（1993年-94年 偕成社）

### 小説

#### 村野ミロシリーズ
- 顔に降りかかる雨（1993年9月 講談社 / 1996年7月 講談社文庫 / 2017年6月 講談社文庫【新装版】）
- 天使に見捨てられた夜（1994年6月 講談社 / 1997年6月 講談社文庫 / 2017年7月 講談社文庫【新装版】）
- 水の眠り灰の夢（1995年10月 文藝春秋 / 1998年10月 文春文庫 / 2016年4月 文春文庫【新装版】）
- ローズガーデン（2000年6月 講談社 / 2003年6月 講談社文庫 / 2017年8月 講談社文庫【新装版】））
  - 収録作品：ローズガーデン / 漂う魂 / 独りにしないで / 愛のトンネル
- ダーク（2002年10月 講談社 / 2006年4月 講談社文庫【上・下】）

#### ノンシリーズ
- ファイアボール・ブルース―逃亡（1995年1月 集英社）
  - 【改題】ファイアボール・ブルース（1998年5月 文春文庫）
- OUT（1997年7月 講談社 / 2002年6月 講談社文庫【上・下】）
- 錆びる心（1997年11月 文藝春秋 / 2000年11月 文春文庫 / 2006年1月 大活字文庫【上・下】）
  - 所収作品：虫卵の配列 / 羊歯の庭 / ジェイソン / 月下の楽園 / ネオン / 錆びる心
- ジオラマ（1998年11月 新潮社 / 2001年10月 新潮文庫）
  - 所収作品：デッドガール / 六月の花嫁 / 蜘蛛の巣 / 井戸川さんについて / 捩れた天国 / 黒い犬 / 蛇つかい / ジオラマ / 夜の砂
- 柔らかな頬（1999年4月 講談社 / 2004年12月 文春文庫【上・下】）
- 光源（2000年9月 文藝春秋 / 2003年10月 文春文庫）
- 玉蘭（2001年3月 朝日新聞出版 / 2004年2月 朝日文庫 / 2005年6月 文春文庫）
- ファイアボール・ブルース2（2001年8月 文春文庫）
- リアルワールド（2003年2月 集英社 / 2006年2月 集英社）
- グロテスク（2003年6月 文藝春秋 / 2006年9月 文春文庫【上・下】）
- 残虐記（2004年2月 新潮社 / 2007年8月 新潮文庫）- 週刊アスキー連載。連載時タイトルは「アガルタ」。桃源郷としての「アガルタ」を全く知らないままタイトルとして採用したとのこと
- I'm sorry, mama（2004年11月 集英社 / 2007年11月 集英社文庫）
- 魂萌え!（2005年4月 毎日新聞社 / 2006年2月 新潮文庫【上・下】）
- 冒険の国（2005年10月 新潮文庫）
- アンボス・ムンドス（2005年10月 文藝春秋 / 2008年11月 文春文庫）
  - 所収作品：植林 / ルビー / 怪物たちの夜会 / 愛ランド / 浮島の森 / 毒童 / アンボス・ムンドス
- メタボラ（2007年5月 朝日新聞社 / 2010年7月 朝日文庫【上・下】 / 2011年8月 文春文庫）
- 東京島（2008年5月 新潮社 / 2010年5月 新潮文庫）
- 女神記（2008年11月 角川書店 / 2011年11月 角川文庫）
- IN（2009年5月 集英社 / 2012年5月 集英社文庫）
- ナニカアル（2010年2月 新潮社 / 2012年10月 新潮文庫）
- 優しいおとな（2010年9月 中央公論新社 / 2013年8月 中公文庫）
- ポリティコン（2011年2月 文藝春秋【上・下】 / 2014年2月 文春文庫【上・下】）
- 緑の毒（2011年8月 角川書店 / 2014年9月 角川文庫）
- ハピネス（2013年2月 光文社 / 2016年2月 光文社文庫）
- だから荒野（2013年10月 毎日新聞社 / 2016年11月 文春文庫）
- 夜また夜の深い夜（2014年10月 幻冬舎 / 2017年10月 幻冬舎文庫）
- 奴隷小説（2015年1月 文藝春秋 / 2017年12月 文春文庫）
  - 所収作品：雀 / 泥 / 神様男 / REAL / ただセックスがしたいだけ / 告白 / 山羊の目は空を青く映すか Do Goats See the Sky as Blue?
- 抱く女（2015年6月 新潮社 / 2018年8月 新潮文庫）
- バラカ（2016年3月 集英社 / 2019年2月 集英社文庫【上・下】）
- 猿の見る夢（2016年8月 講談社 / 2019年7月 講談社文庫）
- 夜の谷を行く（2017年3月 文藝春秋 / 2020年3月 文春文庫）
- デンジャラス（2017年6月 中央公論新社 / 2020年6月 中公文庫）
- 路上のX（2018年2月 朝日新聞出版 / 2021年2月 朝日文庫）
- ロンリネス（2018年6月 光文社 / 2021年8月 光文社文庫）
- とめどなく囁く（2019年3月 幻冬舎）
- 日没（2020年9月 岩波書店）
- インドラネット（2021年5月 KADOKAWA）
- 砂に埋もれる犬（2021年10月 朝日新聞出版）
- 燕は戻ってこない（2022年3月　集英社）
- 真珠とダイヤモンド（2023年2月 毎日新聞出版【上・下】）
- オパールの炎（2024年6月 中央公論新社）

### エッセイ・その他
- 白蛇教異端審問（2005年1月 文藝春秋 / 2008年1月 文春文庫） - エッセイ集
- The cool!桐野夏生スペシャル（2005年9月 小説新潮別冊 - Shincho mook）- 書き下ろし作「朋萌え!」や未発表作「プール」他、25ページにわたるカラーグラビア等、桐野夏生の基本情報が掲載

### アンソロジー
「」内が桐野夏生の作品
- 白のミステリー（1997年12月 光文社）
  - 【改題・再編集】殺意の宝石箱（1999年9月 光文社文庫）「黒い犬」
- 最新「珠玉推理」大全〈上〉（1998年8月 光文社 カッパ・ノベルス）
  - 【改題】幻惑のラビリンス（2001年5月 光文社文庫）「ネオン」
- 八ヶ岳「雪密室」の謎（2001年3月 原書房）「遅刻者の手記」
- エロチカ（2004年3月 講談社）「愛ランド」
- はじめての文学 桐野夏生（2007年8月 文藝春秋）- 自選アンソロジー
  - 収録作品：使ってしまったコインについて / アンボス・ムンドス / リアルワールド「ホリニンナ」 / 嫉妬 / 近田によるあとがき 近田ひさ子 / 植林
- ナイン・ストーリーズ・オブ・ゲンジ（2008年10月 新潮社）
  - 【改題】源氏物語 九つの変奏（2011年4月 新潮文庫）「柏木」
- Invitation（2010年1月 文藝春秋）
  - 【改題】甘い罠 8つの短篇小説集（2012年7月 文春文庫）「告白」
- エロスの記憶（2015年2月 文春文庫）「作家志望」
- 文学2015（2015年4月 講談社）「雀」
- 日本文学100年の名作 第10巻2004-2013 バタフライ和文タイプ事務所（2015年6月 新潮文庫）「アンボス・ムンドス」
- Yuming Tribute Stories（2022年7月 新潮文庫）「DESTINY」

### コミック原作
いずれも漫画は森園みるく
- カクテル・ストーリーズ（1989年10月 祥伝社 / 2005年12月 あおば出版）
- ハイ・ライフ（1992年1月 祥伝社【上・下】）
- キアラ（1992年1月 祥伝社）
- ボンデージ・ファンタジー（1993年8月 祥伝社）
- ワイルド・フラワーズ（1993年1月 祥伝社【上・下】）
- ロンリー・ハーツ・クラブ（1995年5月 祥伝社）
- モンロー伝説―ただ愛が欲しいだけ（1996年6月 祥伝社【上・下】）
- マンガ マリリン・モンロー 愛に飢えた魂の伝説（2003年11月 講談社+α文庫）

### 外国語訳
- Disparitions:roman（『柔らかな頬』、フランス語） Silvain Chupin, Rocher, c2002
- Le quattro casalinghe di Tokyo（『Out』、イタリア語） Lydia Origlia, Neri Pozza, c2003
- OUT（『OUT』、英語） Steven Schneider, 講談社インターナショナル, ISBN 4770029055
- Die Umarmung des Todes:Roman (『OUT』、ドイツ語） Annelie Ortmanns Goldmann, c2003
- Morbide Guance (『柔らかな頬』、イタリア語) Antonietta Pastore, Neri Pozza, 2004
- Out:thriller（『OUT』、フランス語） Ryôji Nakamura et René de Ceccatty Éditions du Seuil c2006
- Out:bebas（『OUT』、インドネシア語） alih bahasa Lulu Wijaya、Gramedia Pustaka Utama, 2007
- Grotesque（『グロテスク』、英語） Rebecca Copeland, Harvill Secker, 2007
- Grotesque (『グロテスク』、イタリア語) Gianluca Coci, Neri Pozza, 2008
- Real World（『リアルワールド』、英語） フィリップ・ガブリエル, Knopf, 2008
- Real World (『リアルワールド』、イタリア語） Gianluca Coci, Neri Pozza, 2009
- L'isola dei naufraghi (『東京島』、イタリア語） Gianluca Coci, Giano/Neri Pozza, 2010
- Grotesk (『グロテスク』、ドイツ語） 2010
- Una storia crudele (『残虐記』、イタリア語） Gianluca Coci, Giano/Neri Pozza, 2011

## 映像化作品

### テレビドラマ
- 顔に降りかかる雨（1994年5月6日、フジテレビ系「金曜エンタテイメント」枠で放送、主演：役所広司、鶴田真由）
- OUT〜妻たちの犯罪〜（1999年10月12日 - 12月21日、全11話、フジテレビ系、主演：田中美佐子、原作：OUT）
- 柔らかな頬（2001年1月2日・3日、前後編、BS-i、主演：天海祐希）- ハイビジョン国際映像祭2001ドラマ部門フェスティバル表彰作品
- デッドガール（2003年7月5日、BS日テレ「ドラマ・ブック『恋のエチュード』」第40回、主演：宝生舞、原作：デッドガール『ジオラマ』所収）
- 魂萌え!（2006年10月21日、全3話、NHK総合「土曜ドラマ」枠で放送、主演：高畑淳子）- 第24回ATP賞テレビグランプリ2007最優秀賞受賞作品
- 玉蘭（2007年6月16日、テレビ朝日系、主演：常盤貴子）
- だから荒野（2015年1月11日 - 3月1日、全8話、NHK BSプレミアム、主演：鈴木京香）
- 燕は戻ってこない（2024年4月30日 - 、全10話、NHK総合・BSプレミアム4K「ドラマ10」枠、主演：石橋静河）

### 映画
- 天使に見捨てられた夜（1999年7月10日公開、日活、監督：廣木隆一、主演：かたせ梨乃）[29]
- 柔らかな頬（2001年7月14日公開、オフィス・シロウズ=BS-i、監督：長崎俊一、主演：天海祐希）
- OUT（2002年10月19日公開、ムービーテレビジョン=サンダンス・カンパニー、監督：平山秀幸、主演：原田美枝子）
- 魂萌え!（2007年1月27日公開、シネカノン、監督：阪本順治、主演：風吹ジュン）
- 東京島（2010年8月28日公開、ギャガ、監督：篠崎誠、主演：木村多江）

## 出演
- いのちの響（TBSテレビ、2001年9月）
- 大竹まこと ゴールデンラジオ!（文化放送、不定期）
- エアレボリューション（ニコニコ生放送、2024年4月22日）

### 公式サイト
- 桐野夏生HP -BUBBLONIA-

### オンライン記事
- Yahoo!ブックス - 桐野夏生インタビュー1|桐野夏生インタビュー2（2004年3月25日掲載、構成・中沢明子）
- e-NOVELS特集:桐野夏生[リンク切れ]
- JUSTICE Library:「書くことの快楽」（1|2|3|4|5、2001年5月28日、インタビュー・福田和也）
- :桐野夏生インタビュー（bk1・朝日新聞社『一冊の本 2001.3』より）

- BookSense interview with Kirino (in English)
- 2003 Japan Times interview with Kirino (in English)

### データベース
- CinemaScape - 映画批評空間:桐野夏生
- JMDb:桐野夏生
- IMDb:Natsuo Kirino